# Glaramara
Glaramara är en ås i Storbritannien.   Den ligger i grevskapet Cumbria och riksdelen England, i den centrala delen av landet, 400 km nordväst om huvudstaden London. Glaramara ingår i Cumbrian Mountains.